# 대통령기 전국대학야구대회
대통령기 전국대학야구대회(大統領旗 全國大學野球大會)는 대한야구협회에서 주최하는 전국 규모의 대학야구대회이다. 2016년 대회는 8월 6일부터 16일까지 목동야구장에서 개최된다.

## 역대 우승대학 및 최우수선수
| 회수  | 연도 | 우승대학                | 최우수선수                        | 준우승대학   |
| ----- | ---- | ----------------------- | --------------------------------- | ------------ |
| 1회   | 1965 | 성균관대학교 한양대학교 | 김동앙(성균관대) 전기만(한양대)   |              |
| 2~3회 |      |                         |                                   |              |
| 4회   | 1970 | 경희대학교              | 최주현(경희대)                    | 중앙대학교   |
| 5회   | 1971 | 한양대학교              | 나유찬(한양대)                    | 고려대학교   |
| 6회   | 1972 | 경희대학교              | 김영목(경희대)                    | 한양대학교   |
| 7회   | 1973 | 고려대학교              | 노길상(고려대)                    | 건국대학교   |
| 8회   | 1974 | 건국대학교              | 이해창(건국대)                    | 성균관대학교 |
| 9회   | 1975 | 한양대학교              | 정현발(한양대)                    | 연세대학교   |
| 10회  | 1976 | 연세대학교              | 이광은(연세대)                    | 고려대학교   |
| 11회  | 1977 | 연세대학교              | (故)최동원(연세대)                | 한양대학교   |
| 12회  | 1978 | 연세대학교              | (故)최동원(연세대)                | 성균관대학교 |
| 19회  | 1985 | 건국대학교              | 최계영(건국대)                    | 한양대학교   |
| 20회  | 1986 | 동국대학교              | 박철우(동국대)                    | 중앙대학교   |
| 26회  | 1992 |                         |                                   |              |
| 27회  | 1993 | 연세대학교              | 문동환(연세대 3학년)              | 고려대학교   |
| 28회  | 1994 | 고려대학교              | 심재학(고려대 법학과 4학년)       | 홍익대학교   |
| 29회  | 1995 | 고려대학교              | 손민한(고려대 체육교육학과 3학년) | 인하대학교   |
| 30회  | 1996 | 고려대학교              | 진갑용(고려대)                    | 영남대학교   |
| 31회  | 1997 | 한양대학교              | 정성열(한양대)                    | 동국대학교   |
| 32회  | 1998 |                         |                                   |              |
| 33회  | 1999 | 연세대학교              | 박재형(연세대)                    | 경희대학교   |
| 34회  | 2000 | 단국대학교              | 이승학(단국대)                    | 원광대학교   |
| 35회  | 2001 | 연세대학교              | 안치용(연세대)                    | 성균관대학교 |
| 36회  | 2002 | 성균관대학교            | 김형철(성균관대)                  | 경성대학교   |
| 37회  | 2003 | 영남대학교              | 김기식(영남대)                    | 경남대학교   |
| 38회  | 2004 | 홍익대학교              | 오주헌(홍익대)                    | 경성대학교   |
| 39회  | 2005 | 원광대학교              | 정기양(원광대)                    | 성균관대학교 |
| 40회  | 2006 | 연세대학교              | 임창민(연세대)                    | 한양대학교   |
| 41회  | 2007 | 경성대학교              | 임현준(경성대)                    | 단국대학교   |
| 42회  | 2008 | 동국대학교              | 노성호(동국대)                    | 경희대학교   |
| 43회  | 2009 | 고려대학교              | 신정락(고려대)                    | 경성대학교   |
| 44회  | 2010 | 경성대학교              | 임현준(경성대)                    | 건국대학교   |
| 45회  | 2011 | 성균관대학교            | 윤여운(성균관대)                  | 중앙대학교   |
| 46회  | 2012 | 고려대학교              | 김주한(고려대)                    | 건국대학교   |
| 47회  | 2013 | 건국대학교              | 문동욱(건국대)                    | 홍익대학교   |
| 48회  | 2014 | 한양대학교              | 권정웅(한양대)                    | 동의대학교   |
| 49회  | 2015 | 성균관대학교            | 윤중현(성균관대)                  | 원광대학교   |
| 50회  | 2016 | 홍익대학교              | 나원탁(홍익대)                    | 단국대학교   |
| 51회  | 2017 | 원광대학교              | 정동욱                            | 성균관대학교 |
| 52회  | 2018 | 원광대학교              | 이상동                            | 동국대학교   |
| 53회  | 2019 | 강릉영동대              | 없음                              | 홍익대학교   |
| 54회  | 2020 | 원광대학교              | 김규선                            | 한양대학교   |
| 55회  | 2021 | 연세대학교              | 김택우                            | 고려대학교   |
| 56회  | 2022 | 원광대,중앙대           | 없음                              | 없음         |
| 57회  | 2023 | 강릉영동대              | 이상화                            | 고려대학교   |
| 58회  | 2024 | 경남대학교              | 노경민                            | 연세대학교   |